# SKE48
SKE48 er en af Yasushi Akimoto castet og produceret kvindelig japansk idolgruppe, der optræder næsten hver dag i et eget teater i bydelen Sakae i Nagoya. SKE48 følger det samme koncept som søstergrupperne AKB48 i Akihabara, Tokyo, NMB48 i Namba, Osaka og HKT48 i Hakata, Fukuoka med mange former for interaktion mellem fans og idoler.
SKE48 er den næstældste af grupperne og har pr. august 2014 udgivet 15 singler og et album, hvoraf de seneste 11 singler har opnået førstepladser på Oricons ugentlige hitlister. Med over 5 mio. solgte cd'er hører SKE48 til de for tiden mest succesfulde grupper på det japanske musikmarked. Gruppen har pr. august 2014 67 medlemmer, der er inddelt i tre hold (Team S, KII og E) for at klare de mange optrædener. Jurina Matsui, Rena Matsui, Akari Suda, Sae Miyazawa og Aya Shibata er de mest kendte medlemmer, der også regelmæssigt er med i hovedgruppen AKB48.
SKE48 har for tiden kontrakt under Avex-mærket.

## Diskografi

### Kompilationer
Hitliste dækker over placering og antal uger på det japanske firma Oricons hitliste.
| Udgivet            | Titel                                                   | Hitliste    | Salg      |
| ------------------ | ------------------------------------------------------- | ----------- | --------- |
| 19. september 2012 | Kono Hi no Chime o Wasurenai この日のチャイムを忘れない | 2 (25 uger) | + 143.648 |

### Singler
| Udgivet            | Titel                                       | Hitliste    | Salg      |
| ------------------ | ------------------------------------------- | ----------- | --------- |
| 5. august 2009     | Tsuyoki Mono Yo 強き者よ                    | 5 (6 uger)  |           |
| 24. marts 2010     | Aozora Kataomoi 青空片想い                  | 3 (10 uger) |           |
| 7. juli 2010       | Gomenne, SUMMER ごめんね、SUMMER            | 3 (22 uger) |           |
| 17. november 2010  | 1!2!3!4! Yoroshiku! 1!2!3!4! ヨロシク!      | 2 (30 uger) | + 144.973 |
| 9. marts 2011      | Banzai Venus バンザイVenus                  | 1 (25 uger) | + 274.973 |
| 27. juli 2011      | Pareo wa Emerald パレオはエメラルド         | 1 (46 uger) | + 466.037 |
| 9. november 2011   | Okey Dokey オキドキ                         | 1 (22 uger) | + 434.307 |
| 25. januar 2012    | Kataomoi Finally 片想いFinally              | 1 (20 uger) | + 592.947 |
| 16. maj 2012       | Aishiteraburu! アイシテラブル!              | 1 (21 uger) | + 581.612 |
| 19. september 2012 | Kiss Datte Hidarikiki キスだって左利き      | 1 (20 uger) | + 587.993 |
| 30. januar 2013    | Choko no Dorei チョコの奴隷                 | 1 (15 uger) | + 671.623 |
| 17. juli 2013      | Utsukushii Inazuma 美しい稲妻               | 1 (21uger)  | + 661.557 |
| 20. november 2013  | Sansei Kawaii! 賛成カワイイ!                | 1 (22 uger) | + 496.124 |
| 19. marts 2014     | Mirai to wa? 未来とは?                      | 1 (16 uger) | + 503.917 |
| 30. juli 2014      | Bukiyou Taiyou 不器用太陽                   | 1 (19 uger) | + 461.539 |
| 10. december 2014  | 12 Gatsu no Kangaroo 12月のカンガルー       | 1 (24 uger) | + 452.543 |
| 31. marts 2015     | Coquettish Juutai Chuu コケティッシュ渋滞中 | 1 (21 uger) | + 702.299 |
| 12. august 2015    | Maenomeri 前のめり                          | 1 (18 uger) | + 459.769 |
| 30. marts 2016     | Chicken LINE チキンLINE                     | 1 (21 uger) | + 322,258 |
| 17. august 2016    | Kin no Ai, Gin no Ai 金の愛、銀の愛         | 1 (1 uge)   |           |